# Roger Machado (voetballer)
Roger Machado Marques (Porto Alegre, 25 april 1974) - alias Roger - is een Braziliaans voetbalcoach en voormalig voetballer.

## Carrière
Roger speelde tussen 1994 en 2008 voor Grêmio, Vissel Kobe en Fluminense.

## Braziliaans voetbalelftal
Roger debuteerde in 2001 in het Braziliaans nationaal elftal en speelde één interland.